# Lucien Garban
Lucien Garban, de ses prénoms complets Lucien Roger Garban, né à Nevers le 22 août 1877 et mort à Paris le 16 janvier 1959, est un compositeur et arrangeur français, cousin germain de Franc-Nohain et proche de Maurice Ravel.

## Biographie
Issu d'une famille ayant ses origines à Vergeletto, dans le Tessin, Lucien Garban est né à  Nevers, ville natale de son père, Joseph Garban, et de sa tante, Fanny Garban, mère de l'écrivain Franc-Nohain, qui est son cousin germain.
En 1889, il entre au Conservatoire de Paris et devient l'élève de Gabriel Fauré en 1897-1898. Sa meilleure récompense dans l'institution est un 2e accessit d'harmonie en 1898.
L'une de ses premières prestations comme pianiste remonte à juin 1898, pour le grand-orchestre du Casino de Bagnères-sous-Bigorre sous la direction de Frédérick Bonnaud.
Il fait partie du cercle des Apaches, actif de 1902 à 1914, autour de Maurice Ravel,.
Entre 1898 et 1914, il fut accompagnateur musical du landgrave Alexandre-Frédéric de Hesse-Cassel.
Par la suite, de 1916 à 1959, il devint l'un des principaux arrangeurs et orchestrateurs de la maison Durand et il aida Maurice Ravel à corriger des épreuves pour préparer la gravure de ses partitions.
Lucien Garban possédait plusieurs manuscrits musicaux de Maurice Ravel, comme en attesta le frère cadet et unique héritier de ce dernier, Édouard Ravel (1878-1960), le 28 décembre 1942. Plusieurs de ces manuscrits furent acquis par le collectionneur américain Robert Owen Lehman Jr. (Robin Lehman) et sont en dépôt à la Pierpont Morgan Library de New York, dont un manuscrit à l’encre noire du Bolero. D’autres sont passés en vente aux enchères à l’Hôtel Drouot le 8 avril 1992, dont un manuscrit au crayon du Bolero préempté par la BnF grâce au mécénat des AGF.

## Œuvre
Fidèle majoritairement au répertoire moderne, Lucien Garban est surtout connu comme arrangeur : il est l'auteur de nombreuses transcriptions ou réductions pour piano seul ou pour deux pianos. Ses travaux ont été publiés également sous le pseudonyme de Roger Branga, Roger étant son second prénom et Branga l'anagramme de son nom de famille (1927-1937). Parmi ceux-ci, on compte la plupart des compositions de Ravel, mais aussi certaines œuvres de Claude Debussy, Paul Dukas, César Franck, Jacques Ibert, Albert Roussel et Camille Saint-Saëns.

## Vie privée
Le 23 juillet 1918, il épousa à Paris Georgette Varlez, cousine belge de Roland-Manuel, élève, ami et biographe de Maurice Ravel, lequel fut un de leurs témoins de mariage,. Ils eurent une fille en 1924, Gisèle Garban, mariée en 1948 à l'américain Peter Daland à Elkton, dont elle eut deux fils et dont elle divorça, tout en gardant l'usage du nom Gisèle Dallan-Garban.